# Kussenvormige kogelzwam
De kussenvormige kogelzwam (Camarops polysperma) is een schimmel die behoort tot de orde Boliniales van de ascomyceten. De schimmel komt voor op dood hout, vooral op dat van zwarte els en is in Nederland zeer zeldzaam.

## Kenmerken

### Uiterlijke kenmerken
Het vruchtlichaam is bruin tot zwart. De dicht tegen elkaar zittende, 5-8 mm lange en 0,5-0,6 mm brede perithecia liggen verzonken in het vruchtlichaam. Ze zijn cilindrisch en hebben een bruinzwarte ostiole. Het vruchtvlees is vrij hard, maar zachter dan hout. 

### Microscopische kenmerken
De asci hebben een apicaal aanhangsel en meten ca. 25–40 × 3,5–4,5 µm. De ascosporen zijn licht olijfkleurig, elliptisch, glad, meestal met twee oliedruppels, niet-amyloïde, hebben een tussenwand en meten 5-6 × 1-3 µm. 